# Cuiciuna melancholica
Cuiciuna melancholica är en skalbaggsart som först beskrevs av Julius Melzer 1931.  Cuiciuna melancholica ingår i släktet Cuiciuna och familjen långhorningar. Inga underarter finns listade i Catalogue of Life.